# Солодча (Ольховский район)
Солодча — село в Ольховском районе Волгоградской области, административный центр Солодчинского сельского поселения. Основано в 1830 году
Население — 1572 чел. (2010).

## История
Согласно Историко-географическому словарю Саратовской губернии, составленному в 1898—1902 годах, Солодча, также Солодчи, Казачья Балка — село Александровской волости Царицынского уезда Саратовской губернии. По сведения губернской управы основано в 1830 году (по сведениям волостного правления — в 1827-28 годах). В 1849 году освящена церковь во имя Покрова Пресвятой Богородицы. Жители — русские из разных губерний, частью малороссы. Земельный надел — 7089 десятин удобной и неудобной земли. В конце XIX века в Солодче еженедельно проводились базары и ежегодно ярмарки на Вознесение и Покров. В 1876 году открыта земская школа. В 1892 году — приходская школа. В 1891 году сгорело 89 дворов. В 1894 году в Солодче из общественных зданий, помимо приходской и земской школ, имелись пожарный сарай с обозом и запасный хлебный магазин.
С 1928 года — в составе Фроловского района Сталинградского округа (округ ликвидирован в 1930 году) Нижневолжского края (с 1934 года — Сталинградского края). С 1935 года — административный центр Солодчинского района Сталинградского края (с 1936 года — Сталинградской области, с 1961 года — Волгоградской области). В 1963 году Солодчинский район был упразднён, село включено в состав Фроловского района. В 1965 году Солодчинский сельсовет был передан Иловлинскому району, в 1966 году передан в состав Ольховского района.

## Общая физико-географическая характеристика
Село находится в степной местности, в пределах Приволжской возвышенности, являющейся частью Восточно-Европейской равнины, на правом берегу реки Иловля, при балках Казачья и Калиновская, на высоте около 70 метров над уровнем моря. На противоположном берегу Иловли сохранились островки пойменного леса. Близ села — меловые горы. Почвы тёмно-каштановые.
Через село проходит региональная автодорога Иловля — Камышин. По автомобильным дорогам расстояние до областного центра города Волгоград — 130 км, до районного центра села Ольховка — 35 км. Ближайшая железнодорожная станция Солодча ветки Саратов - Колоцкий Приволжской железной дороги расположена в 12 км к юго-востоку от села на территории Иловлинского района.
Климат
Климат умеренный континентальный (согласно классификации климатов Кёппена — Dfa). Многолетняя норма осадков — 401 мм. Наибольшее количество осадков выпадает в июле — 46 мм, наименьшее в марте — 22 мм. Среднегодовая температура положительная и составляет + 7,5 °С, средняя температура самого холодного месяца января −8,5 °С, самого жаркого месяца июля +23,3 °С.
Часовой пояс
Солодча, как и вся Волгоградская область, находится в часовой зоне МСК (московское время). Смещение применяемого времени относительно UTC составляет +3:00.

## Население
Динамика численности населения
| 1860 | 1882 | 1891 | 1894 | 1897 | 1911 | 1939 | 1959 | 1987  | 2002 |
| ---- | ---- | ---- | ---- | ---- | ---- | ---- | ---- | ----- | ---- |
| 1729 | 2101 | 2170 | 2782 | 2793 | 3617 | 2530 | 2641 | ≈1800 | 1927 |

| 1959 | 2010  |
| ---- | ----- |
| 2641 | ↘1572 |